# Копані (Старобільський район)
Копа́ні — село в Україні, у  Біловодській селищній громаді Старобільського району Луганської області.
Населення становить 133 осіб.

## Історія

### Голодомор
Під час Голодомору 1932—1933 років, незважючи на врожайний рік, багато людей померли від голоду. Селянам, навіть тим, що працювали у колгоспі, не дозволяли збирати навіть колоски на вже скошених полях. Тих, хто пробував робити таке, нещадно карали. Люди варили юшку з різних трав, корінців, птахів, але це не всіх врятувало. На місцевому цвинтарі людей ховали у великій ямі, але не тільки вже померлих, а й часом і з ознаками життя.

## Пам'ятки
На околицях Степового розташована пам'ятка історії місцевого значення — братська могила радянських воїнів, які загинули у 1943 році під час Другої світової війни:
Поблизу села розташований загальнозоологічний заказник місцевого значення «Євсуг-Степове».

## Населення
За даними перепису 2001 року населення села становило 133 особи, з них 96,99 % зазначили рідною мову українську, а 3,01 % — російську.

## Також
- Перелік населених пунктів, що постраждали від Голодомору 1932-1933, Луганська область